# Sun Shengnan
Sun Shengnan (孙胜男S, Sūn ShèngnánP; Pechino, 21 gennaio 1987) è un'ex tennista cinese.

## Carriera
Specializzata nel doppio ha ottenuto in questa disciplina i suoi risultati migliori, in carriera ha raggiunto tre finali WTA riuscendo a conquistare il titolo a Bali nel 2007. Nei tornei dello Slam si è avventurata fino ai quarti di finale agli Australian Open 2007 in coppia con la connazionale Sun Tiantian mentre negli altri Major non è riuscita a ripetere il percorso.
Grazie all'exploit di Melbourne e le due finali in stagione è riuscita a salire fino alla cinquantesima posizione nella classifica del doppio femminile nel settembre 2007, negli anni successivi non è riuscita a mantenere il livello limitandosi a competere nel circuito ITF.

## Statistiche

### Doppio

#### Vittorie (1)
| Legenda: Prima del 2009 | Legenda: Dal 2009     |
| ----------------------- | --------------------- |
| Grande Slam (0)         |                       |
| Ori Olimpici (0)        |                       |
| WTA Finals (0)          |                       |
| Tier I (0)              | Premier Mandatory (0) |
| Tier II (0)             | Premier 5 (0)         |
| Tier III (1)            | Premier (0)           |
| Tier IV (0)             | International (0)     |

| No. | Data              | Torneo                                 | Superficie | Compagna   | Avversarie in finale         | Punteggio |
| 1.  | 16 settembre 2007 | Commonwealth Bank Tennis Classic, Bali | Cemento    | Ji Chunmei | Jill Craybas Natalie Grandin | 6–3, 6–2  |

#### Sconfitte (2)
| Legenda: Prima del 2009 | Legenda: Dal 2009     |
| ----------------------- | --------------------- |
| Grande Slam (0)         |                       |
| Argenti Olimpici (0)    |                       |
| WTA Finals (0)          |                       |
| Tier I (0)              | Premier Mandatory (0) |
| Tier II (0)             | Premier 5 (0)         |
| Tier III (1)            | Premier (0)           |
| Tier IV (0)             | International (1)     |

| No. | Data             | Torneo                    | Superficie  | Compagna   | Avversarie in finale              | Punteggio        |
| 1.  | 13 maggio 2007   | ECM Prague Open, Praga    | Terra rossa | Ji Chunmei | Petra Cetkovská Andrea Hlaváčková | 6(7)–7, 2–6      |
| 2.  | 13 febbraio 2011 | PTT Pattaya Open, Pattaya | Cemento     | Zheng Jie  | Sara Errani Roberta Vinci         | 6–3, 3–6, [5–10] |